# 穆瓦讷河
穆瓦讷河（法語：Moine，法語發音：[mwan] ⓘ）是法国大西洋卢瓦尔省、曼恩-卢瓦尔省与德塞夫勒省的河流，是南特塞夫尔河的右支流，长68.8千米，发源自莫莱翁，于克利松流入南特塞夫尔河。